# Топонимия Перу

Административное деление Перу

Топонимия Перу — совокупность географических названий, включающая наименования природных и культурных объектов на территории Перу. Структура и состав топонимии обусловлены такими факторами, как состав населения, история освоения и географическое положение.

## Название страны
Согласно докладу Хуана де Самано, секретаря Карла V, впервые название империи Перу упоминается в 1525 году в связи с первой экспедицией Франсиско Писарро и Диего де Альмагро.
Согласно современным оценкам, упоминаемое название империи образовано от названия реки, протекающей на севере страны, и ныне известной как Виру. Это название имело вариант «Пиру», из которого образовалось «Перу»; высказывалось мнение, что исходный гидроним на одном из местных языков означал «река». Официальное признание форма «Перу» получила в 1543 году, когда было образовано вице-королевство Перу. В 1821 г.
провозглашено независимое государство Перу.
Официальное название страны — Республика Перу́ (исп. República del Perú [reˈpuβlika ðel peˈɾu], кечуа Piruw Mama Llaqta [piˈruw ˈmama ˈʎaχta], айм. Piruw Suyu [piˈruw ˈsuju]), устаревшее русское произношение — Пе́ру.

## Формирование и состав топонимии
Согласно оценке В. А. Жучкевича, в Перу, как и в Латинской Америке в целом, мы повсеместно встречаем два пласта наименований — коренные и европейские, последние составляют около половины топонимов. При этом европейская (главным образом испаноязычная) топонимия сравнительно молода, вследствие чего бо́льшая часть названий легко раскрывается и воспринимается.

## Топонимическая политика
Перу не имеет специального общенационального органа, ведающего топонимической политикой.